# Sam Mansour
Sam Mansour, der tidligere hed Said Mansour (født januar 1960 i Marokko) (også kendt som "Boghandleren fra Brønshøj"), er en dansk-marokkansk boghandler, som den 11. april 2007 i Københavns Byret blev idømt 3 år og 6 måneders fængsel for at have opildnet til terrorhandlinger.
Han menes at have forbindelser til et stort netværk af islamiske terrorister, der enten er mistænkt, sigtet eller dømt for terror – ud over kontakten med Den Blinde Sheik og Ayman al-Zawahiri skal materiale, der kan forbindes med Mansours forlagsvirksomhed være fundet hos Mohamed Atta, der anses for at være en af hovedmændene bag angrebene i New York den 11. september 2001 – ligesom der er dukket materiale op hos en af de terrormistænkte bag Madrid-attentatet i 2004. Desuden var det via et tip fra Scotland Yard, der efterforskede en sag om Abu Qatada – 'Osama bin Ladens højre hånd i Europa' – som ifølge britiske medier førte til, at Said Mansours lejlighed igen i 2013 blev ransaget af politiet. Mansour er blevet beskrevet som ideolog for et europæisk terrornetværk. Han skal desuden have hyldet og forherliget fremtrædende danske jihadister.
Efter afsoning af dommen i terrorsagen fra 2007 er Sam Mansour i 2014 atter blevet tiltalt efter terrorparagraffen. Mansour blev kendt skyldig ved såvel Retten på Frederiksberg og Østre Landsret og sagen verserer nu ved Højesteret.

## Ophold i Danmark
Han flyttede til Danmark i 1983 for at blive familiesammenført med sin søster. Her mødte han en dansk pige, som konverterede til islam. Parret blev viet i marts 1984 af den nu afdøde imam Abu Laban, som blev landskendt som imam i Islamisk Trossamfund. Parret fik senere fire børn, men ægteskabet holdt dog ikke og de blev senere skilt.
I 1986 åbnede Mansour en boghandel i Istedgade på Vesterbro i København. Boghandlen hed Al Nur Boghandel og solgte primært islamisk litteratur, men også film, tøj, parfumer og lignende fra den arabiske verden. Når han ikke stod i boghandlen, havde han forskellige og skiftende småjob – bl.a. som maskinarbejder hos Galle & Jessen, køkkenmedhjælper på Herlev Hospital og i stormagasinet Magasin du Nord. I 1988 fik han tildelt dansk statsborgerskab. Under retssagen i 2007 var han forlovet med en dansk konvertit.

## Den første terrorsag (2003-2007)
Sagen om Said Mansour begyndte den 24. august 2003, da Berlingske Tidende afslørede, at han var blevet aflyttet af politiet, der mistænkte ham for at opfordre til terrorhandlinger gennem sit forlag Al Nur Islamic Information, som han grundlagde i 1992. Forlaget, der har til huse på Mansours bopæl i Brønshøj, udgiver bl.a. CD'er, DVD'er med taler og prædikener af terrordømte og al-Qaeda ledere samt diverse bøger, tekster, billeder og sange. Materiale fra Mansours forlag blev bl.a. fundet i Hamborg i en lejlighed, hvor nogle af flykaprerne bag 11. september-angrebet havde boet.
Udover nedenstående terror-relaterede sager er Said Mansour også blevet anklaget for en række andre og mindre ikke terror relaterede lovbrud. Blandt sagerne har været butikstyveri og trusler (bl.a. mod en kvinde). Dertil blev Said Mansour i 2002 idømt ubetinget fængsel for at have hevet en kun 12-årig pige væk fra legeplads med hjem til sin lejlighed, og for der at have taget hende på brysterne, berørt hende og kysset hende på munden. Dommen for denne ene sag lød på 3 måneders ubetinget fængsel.
Said Mansour var den første dansker, der blev sigtet efter terrorparagraffen (§ 114 e), som kan give op til seks års fængsel. Han havde bl.a. kontakt til de fire terrortiltalte i Terrorsagen fra Glostrup og ringet og skrevet sammen med flere af de sigtede i sagen under sin varetægtsfængsling, hvoraf de tre blev frikendt i februar 2007. Hans islamistiske udgivelser blev siden fundet i forbindelse med Glostrup-sagen, som drejede sig om terrorplaner i Bosnien. Her blev en 18-årig mand i februar 2007 idømt syv års fængsel. Desuden havde han kontakter til et større netværk af islamiske terrorister, som enten er mistænkt, sigtet eller dømt for terror. Blandt de, som Mansour mentes at have kontakt med var Omar Abdel-Rahman (også kaldet "Den Blinde Sheikh"), som afsoner en fængselsstraf på 240 år for terrorangrebet mod World Trade Center i 1993 og den ledende al-Qaeda terrorist Ayman al-Zawahiri. Mansour mentes at have sikret visum og opholdstilladelse til Omar Abdel-Rahman, som han også gav husly.

### Sigtelse og ransagning
Den 26. august 2003 blev Mansour set på en færge mod Norge, han blev efterfølgende anholdt ved sin hjemrejse til Danmark den 28. august. Efter en ransagning af hans bolig blev han dog løsladt den 1. september. Politiets Efterretningstjeneste (PET) oplyste den 2. september, at der ikke var grundlag for at sigte ham efter Straffelovens §114b, den såkaldte terrorparagraf. Flere medlemmer af Folketingets kontroludvalg vedrørende Efterretningstjenesterne krævede den 3. september 2003, at lækagen til Berlingske Tidende skulle undersøges nærmere. Dagen efter redegjorde PET-chef Lars Findsen for omstændighederne omkring lækagen ved et fortroligt udvalgsmøde. Daværende justitsminister Brian Mikkelsen (K) måtte senere forklare sagen over for Folketingets Retsudvalg.

### Tiltale og flere ransagninger
Den 1. november 2003 rejste politiet tiltale mod Mansour for overtrædelse af våbenloven og dokumentfalsk. Han havde forfalsket et kørekort. En måned senere begyndte straffesagen ved Københavns Byret, men den måtte dog udsættes i tre måneder, da forsvareren bad om af få indkaldt et vidne. Den 4. marts 2004 blev Mansour idømt tre måneders ubetinget fængsel for en større mængde ammunition og en ladt ni-millimeter pistol, som politiet fandt i en rygsæk i hans haveskur, dokumentfalsk på grund af et falsk italiensk kørekort samt besiddelse af hittegods.
I november 2004 blev Said Mansours hjem på ny ransaget, og her fandt politiet et større parti videofilm, taler og sange, som opfordrede til jihad. Også i januar 2005 blev hans forlag ransaget, og yderligere materiale blev konfiskeret. Blandt andet fandt politiet over 3.000 cd-rom’er, hvoraf en tredjedel havde et yderliggående, islamistisk indhold. Det drejede sig bl.a. om taler af al-Qaeda lederne, Abu Musab al-Zarqawi og Abu Qatada.
Politiet mente herefter at have nok til en terrorsigtelse, og den 8. september 2005 blev han varetægtsfængslet og blandt andet sigtet for at opfordre til terror gennem sit forlags udgivelser.

### Retssagen
Sagen mod Said Mansour begyndte ved Københavns Byret den 14. marts 2007, hvor anklageren krævede fængsel i op til fire år samt udvisning til hans fødeland Marokko. Seks dage senere fortsatte sagen, hvor forsvaret krævede frifindelse eller en straf på nogle måneder. Ud over overtrædelse af Straffelovens §114 b (nu 114 e) (der gør det strafbart at opildne til terror) var Mansour sigtet for overtrædelse af Straffelovens §266b, den såkaldte diskriminationsparagraf samt §136 for offentligt at tilskynde til forbrydelser. Den 11. april 2007 blev Mansour kendt skyldig i alle tre forhold, og idømt en ubetinget fængselsstraf på 3 år og 6 måneder. I øvrigt blev han som den første nogensinde dømt skyldig efter straffelovens §114. Retsformanden begrundede dommen med, at "det var utvetydig opfordring til deltagelse i væbnet jihad".
Dommer Jens Stausbøll sagde i begrundelsen for den tre et halvt år lange dom 11. april 2007, at Said Mansour forsøgte at invitere unge til ekstremisme ved at samle og distribueret materiale, der var egnet til at hverve unge til at begå selvmordsaktioner – materiale, der blandt andet blev fundet i den såkaldte Glostrup-sag, hvor Abdul Basit Abu-Lifa tidligere samme år var blevet idømt syv års fængsel for at planlægge et terrorangreb. "Tiltaltes virksomhed kan betegnes som professionel generel rådgivning til terrorgrupper i relation til al-Qaeda, konkluderede retsformand Jens Stausbøll i Københavns Byret tilbage i 2007".
Mansour var tidligere blevet straffet for flere forhold, herunder ulovlig våbenbesiddelse.

### Afsoning og løsladelse
Allerede i slutningen af 2007 – få måneder efter dommen – ansøgte Said Mansour om prøveløsladelse, men fik afslag efter flere ”episoder” under afsoningen.
Ifølge Kriminalforsorgen opførte den terrordømte sig på en måde i fængslet, at fængslet vurderede, at Mansour på fri fod ville fortsætte med at opfordre til terrorhandlinger. Han blev løsladt den 5. marts 2009 fra Frederikssund Arrest efter at have afsonet sin fulde straf.

## Den anden terrorsag (2014-2016)
Den 12. februar 2014 blev han ved Retten på Frederiksberg varetægtsfængslet i fire uger for at have opfordret til terror via især sociale medier, og han er nu sigtet for overtrædelse af straffelovens paragraf 114 – tilskyndelse til terror. Dog mistede han hverken passet eller statborgerskabet, da 7 ud af de 12 dommerstemmer havde stemt imod, at han skulle udvises.
Ifølge DR Nyheders oplysninger er han blandt andet sigtet på baggrund af, at han ifølge politiet har hyldet og delt en video af danske islamister, der skyder til måls efter Anders Fogh, Naser Khader, Kurt Westergaard, Lars Hedegaard, Morten Storm og Ahmed Akkari. Videoen er lavet af den dansktalende, yderliggående islamist Abu Khattab, der siden er blevet meldt dræbt i borgerkrigen i Syrien. I videoen, der blev lagt på YouTube, holder Abu Khattab en længere tale om at bekæmpe de vantro, ikke mindst i Syrien. Videoen er dog siden blevet fjernet af Youtube, da den overtræder selskabets politik, som forbyder opfordring til hadforbrydelser.
Politiet har også oplyst, at Mansour blandt andet ved meddelelser på Facebook er fremkommet med en lang række opfordringer til væbnet jihad (hellig krig) og hyldest af hellige krigere. Han skulle eksempelvis have hyldet den nu afdøde leder af al-Qaeda Osama bin Laden og terrorangrebet på World Trade Center i USA den 11. september 2001, ligesom han har hyldet og forherliget fremtrædende danske jihadister.
I 2015 blev Mansour af Østre Landsret idømt fire års fængsel for at opfordre til terror og hylde al-Qaeda. Desuden blev han frataget sit danske statsborgerskab og udvist af landet for bestandig. Disse domme blev stadfæstet af Højesteret i 2016.

## Udsendelse af Danmark (2019)
Den 4. januar 2019 blev Mansour ført med et passagerfly fra Danmark til Marokko hvor han overdroges til marokkanske myndigheder, efter at de to lande var blevet enige om hans "hjemsendelse". 5 dage efter, den 9. januar 2019, blev det offentliggjort at Mansour var blevet sigtet og fængslet af marrokansk politi, for medvirken i terror. Han mistænkes for at være indblandet i terrorangrebet i Casablanca i 2003, som kostede 41 mennesker livet og sårede flere hundrede. 
I november 2020 bekræftede den marrokanske regering overfor Udlændinge- og Integrationsministeriet at Mansour er blevet dømt til døden.
Inden Mansour blev udvist fra Danmark i 2019 havde den marrokanske regering garanteret hans sikkerhed overfor den danske regering, da det jævnfør FN's menneskerettigheds- og torturkonventioner ikke er tilladt at udvise personer hvis de risikerer dødsstraf, tortur eller anden umenneskelig eller nedværdigende behandling i det land, de ellers skulle udvises til.
Mansour ankede dommen og der er ikke siden 1993 blevet henrettet fanger, som var idømt dødsstraf, i Marokko. I december 2020 blev Mansours dom ændret til 25 år i fængsel.